# Вільгельм Залізнорукий
Вільгельм (Гульєльмо) Отвільський (фр. Guillaume de Hauteville; італ. Guglielmo d'Altavilla, помер 1046 року), більш відомий під прізвиськом Вільгельм Залізнорукий (фр. Guillaume Bras-de-Fer; італ. Guglielmo Braccio-di-Ferro) — нормандський військовий керівник, найманець і перший нормандський граф Апулійський. Він започаткував подальшу низку володінь дому Отвілів в Південній Італії.

## Життя
Вільгельм був сином Танкреда Отвільського від його першої дружини Муріелли. Гоффредо Малатерра вказує його як старшого сина, тоді як Ромуальд Гуарна називає його четвертим, після Серло, Онфруа та Дрого. Малоймовірно, що Вільгельм був старшим за Серло, оскільки Серло залишився в Нормандії, щоб успадкувати володіння свого батька, тоді як Вільгельм вирушив до Південної Італії.
Оскільки Танкред мав багато синів, а його майна не вистачало, щоб задовольнити їх усіх, Вільгельм та багато його братів невдовзі були змушені шукати щастя в іншому місці.

### Перші роки в Південній Італії
Близько 1035/1037 року Вільгельм вирушив до Південної Італії разом зі своїми братами Дрого та Онфруа на службу до графа Аверського Райнульфа Дренгота, першого нормандського найманця, який отримав в Південній Італії власний земельний лен. Під керівництвом Райнульфа Дренгота брати Отвілі брали участь у військових діях на боці нормандського союзника князя Салернського Гваймара IV проти князя Капуанського Пандульфа IV.
З часом Вільгельм та його брати перейшли під пряме служіння Гваймару IV. 1038 року Гваймар відправив нормандських найманців у складі лангобардського війська на чолі з Ардуїном, наданого ним на допомогу для візантійської армії, що в цьому році розпочала вторгнення на Сицилію в спобі відвоювати острів у сарацинів. Між 1038 і 1040 роками Вільгельм разом зі своїми братами воював на Сицилії на боці візантійської армії на чолі з генералом Георгієм Маніаком, відзначившись перемогою, здобутою біля підніжжя гори Етна. Під час облоги Сіракуз Вільгельм атакував і самотужки вбив еміра міста, за що отримав прізвисько «Залізнорукий».
Після облоги Сіракуз, через невиплачену заробітну плату та несправедливий розподіл здобичі, нормандські війська були незадоволені Маніаком. Вони послали вперед свого лідера, Ардуїна, щоб той висловив їхні аргументи. Однак Маніак принизив Ардуїна  і нормандці та лангобарди негайно покинули візантійську експедицію (яка вже була ослаблена внутрішніми розбратами) та повернулися на материк у розпорядження Гваймара IV, після чого у візантійській Апулії почалося повстання лангобардів на чолі з Аргіром, сином Мелуса. Ардуїн, сам будучи лангобардом, вирушив до Аверси та запропонував своїм колишнім нормандським спільникам, серед яких вірогідно, був і Вільгельм, підтримати лангобардів у боротьбі з візантійцямі. В обмін на це він запропонував віддати нормандцям контроль над пілеглим йому прикордонним візантійським Мельфі, звідки нормандці та лангобарди зможуть продовжити захоплення усіх інших візантійських територій в Апулії та розділити усі захоплені землі між собою. Нормандські війська відіграли вирішальну роль у здобутті двох перемог: однієї під Монтемаджоре 4 травня 1041 року та іншої під Монтепелозо 3 вересня того ж року.

### Граф Апулії
Під час повстання, через корупцію та недовіру, у лангобардських та нормандських військ виникла проблема лідера. Апулійські лангобарди відмовили Ардуїну як номінальному голові, а його наступники, Атенульф з Беневента, а потім Аргір були підкуплені візантійцями.
Однак Вільгельму вдалося утримати нормандців під своїм контролем, і їх участь стала ключевою до багатьох перемог під час повстання. У вересні 1042 року на зборах нормандських лідерів в Мельфі його було визнано графом усіх нормандців в Апулії зі столицею у Мельфі. Його титул і території були визнані лангобардським князем Гваймаром IV, який віддав Вільгельму в дружини свою племінницю Гвіду (дочку Гі Соррентського), а також надав йому у особистий лен Асколі. У свою чергу, Вільгельм оголосив себе васалом Гваймара, а Гваймар прийняв титул герцога Апулії та Калабрії.
Зі свого графства Вільгельм вирушив у похід на Барі, який все ще перебував під контролем Візантії. Однак йому не вдалося досягти там жодного успіху, і тому він переніс свої атаки на Луканію та Калабрію, де в 1044 році він збудував замок Скрібла. Вільгельм Залізнорукий помер невдовзі після цього, між травнем і вереснем 1046 року. Наступником Вільгельма на посаді графа Апулійського став його брат Дрого.

## Нотатки
1. ↑  Amatus of Montecassino records that he was stripped naked and whipped for his presumption